# SPARS碼

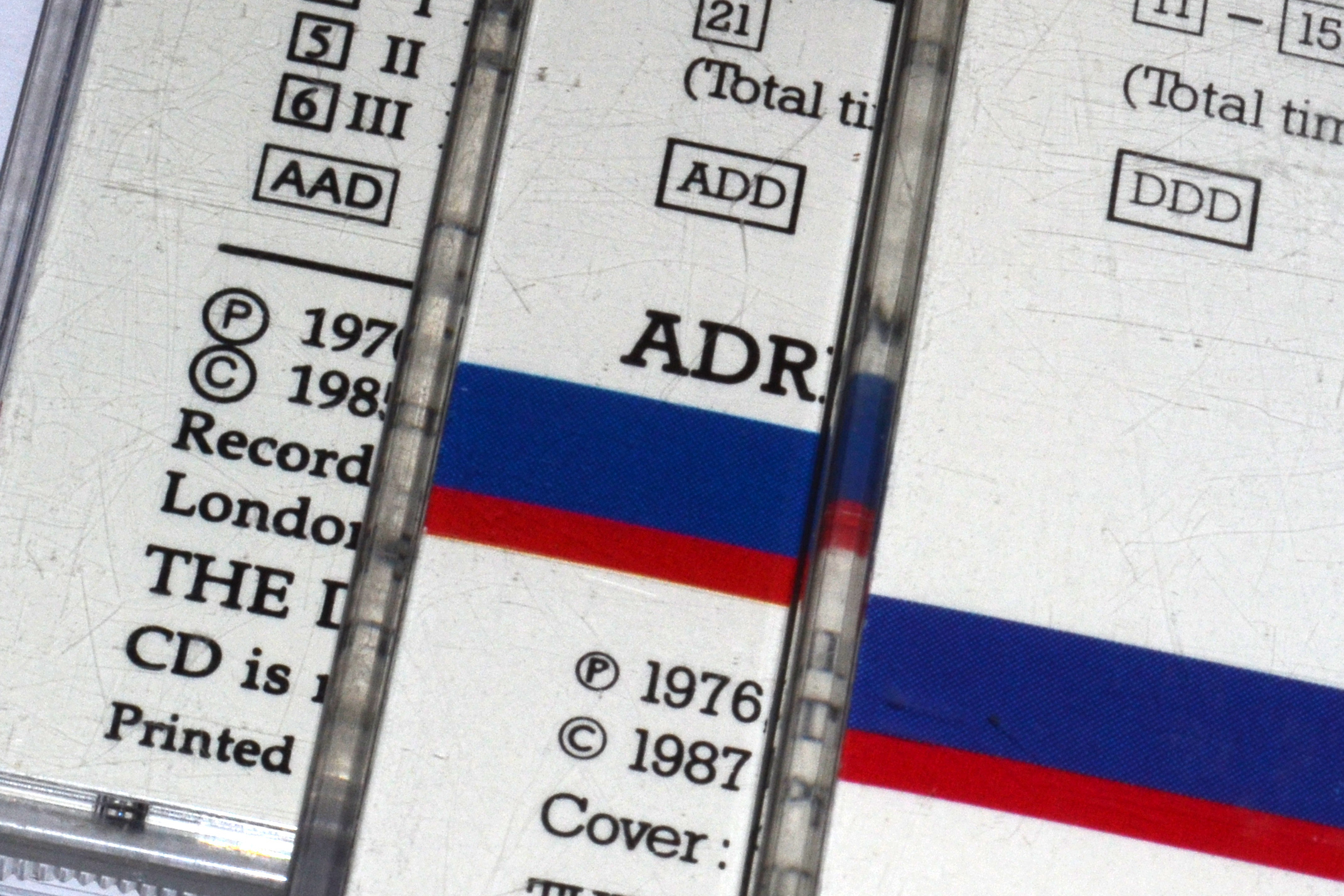
SPARS (AAD, ADD, ADD)

SPARS碼（英語：SPARS Code）是光碟錄音上以三個字母所構成的代碼，用以告知消費者採用哪一類型的錄音機錄製和處理，一般分為類比（A）和數位（D）兩種。此碼由專業錄音室協會（SPARS, Society of Professional Audio Recording Services）於1980年早期開始發展，並自1984年首次使用，但只有相當有限的代碼，使其漸漸停止使用。

## 代碼
這三個代碼所代表的意義如下：
- 第一個字母：錄音過程中所使用的錄音機（Recorder）類型（數位或類比）
- 第二個字母：混音過程中所使用的混音座（Mixing Console）類型（數位或類比）
- 第三個字母：母帶後製（Audio Mastering）所使用的類型（只有數位）

常見有如下三種類型：
- AAD：以類比方式「錄音」（A），以類比方式「混音」（A），最後以數位方式「母帶後製」（D）
- ADD：以類比方式「錄音」（A），而「混音」和「母帶後製」皆以數位方式處理（D）
- DDD：「錄音」、「混音」和「母帶母帶後製」，所有流程皆以數位方式處理（D）

也有少數為 DAD 方式製作的錄音。
因為CD是一種數位媒體，因此CD一定是以數位的方式來進行母帶後製與最後的輸出（若採用類比方式進行母帶後製，則必須多經過一道A/D與D/A轉換，會造成不必要的音質失真），因此CD的SPARS碼最後一個字母永遠是「D」。
由於數位錄音是在1970年代中期才漸漸出現的，在此之前的錄音在CD上都將會是AAD──皆已經過「數位化（digitally remastered）」。這表示原始的類比母帶經過A/D轉換過程，成為數位形式。不過這並不意味着經過任何額外的編輯或混音，雖然也有可能如此。

## 局限性
到了90年代中期，混亂不清和不規則的代碼，最終被當初的提出者專業錄音室協會建議停止使用。也使得新出版的CD很少加上SPARS碼。

### 含糊不清
這個代碼最主要的局限是僅僅標示出所使用的器材類型，而未考慮到處理過程中是否真有積極使用。例如在混音階段（第二個代碼），有許多DDD錄音可能實際是先將數位轉換成類比，並在類比混音座上完成混音，最後再轉成數位母帶，以此贏得略有關聯的「D」。這是因為在當時大型數位混音座價格仍非常昂貴，而相對技術已臻成熟的類比混音座則相對便宜許多。唱片業看準許多對錄音工程一知半解的消費者，皆迷信DDD即代表最佳品質，因此故意設法讓自己的CD能掛上DDD的標示，來提高銷售量。
除此之外，許多曲目在錄音或混音時，會加進一些來自類比或數位的不同錄音片段，卻一律標示為DDD，這也使得標示代碼更加混亂。

### 無法反應真實品質
許多錄音師與音響專家漸漸認為，不應該以SPARS碼作為錄音品質的指標。現在存有很多品質不佳的DDD錄音，且有很多卓越品質的AAD錄音。尤其是早期的數位錄音，由於錄音技師尚缺乏新技術的使用經驗，因而不知該如何取得最佳效果。即使是在數位錄音機日益普及的今天，一些優秀的類比混音座，可能音質還更勝那些廉價的數位混音座。所以包括流行樂在內的許多專輯，其實仍使用AAD製作，且有極其卓越之聲音品質。

## 範例
- Weezer – The Blue Album (1994) – AAD
- U2 – The Unforgettable Fire (1984) – ADD
- ABBA – The Visitors（1981，1984 以 CD 銷售）– DDD
- Wendy Carlos – Switched-on Bach 2000 – DDDD（額外的「D」指的是實際演奏音樂的樂器也是數位式的，且該錄音是以數位方式錄音、混音和製作母帶）
- Amy Grant – Lead Me On (1988) – DDD
- Amy Grant – Heart In Motion (1991) – AAD
- Kenny Roberts – You're My Kind Of People (1988) – DDA/DDD（數位錄音和混音，不過最初銷售的只有類比格式。於 2000 年代初期以 CD 銷售。）
- Kenny Roberts – It Only Makes Me Cry (Forgetting You) (1988) – DDA/DDD（數位錄音和混音，不過最初銷售的只有類比格式。於 2000 年代初期以 CD 銷售。）
- Simple Minds – Street Fighting Years (1989) – DAD
- Celine Dion – Unison (1990) – AAD, DDD（第四軌）

## 參閱
- Analog sound vs. digital sound（英语：Analog sound vs. digital sound）